# Temporada da Stock Car Brasil de 2006

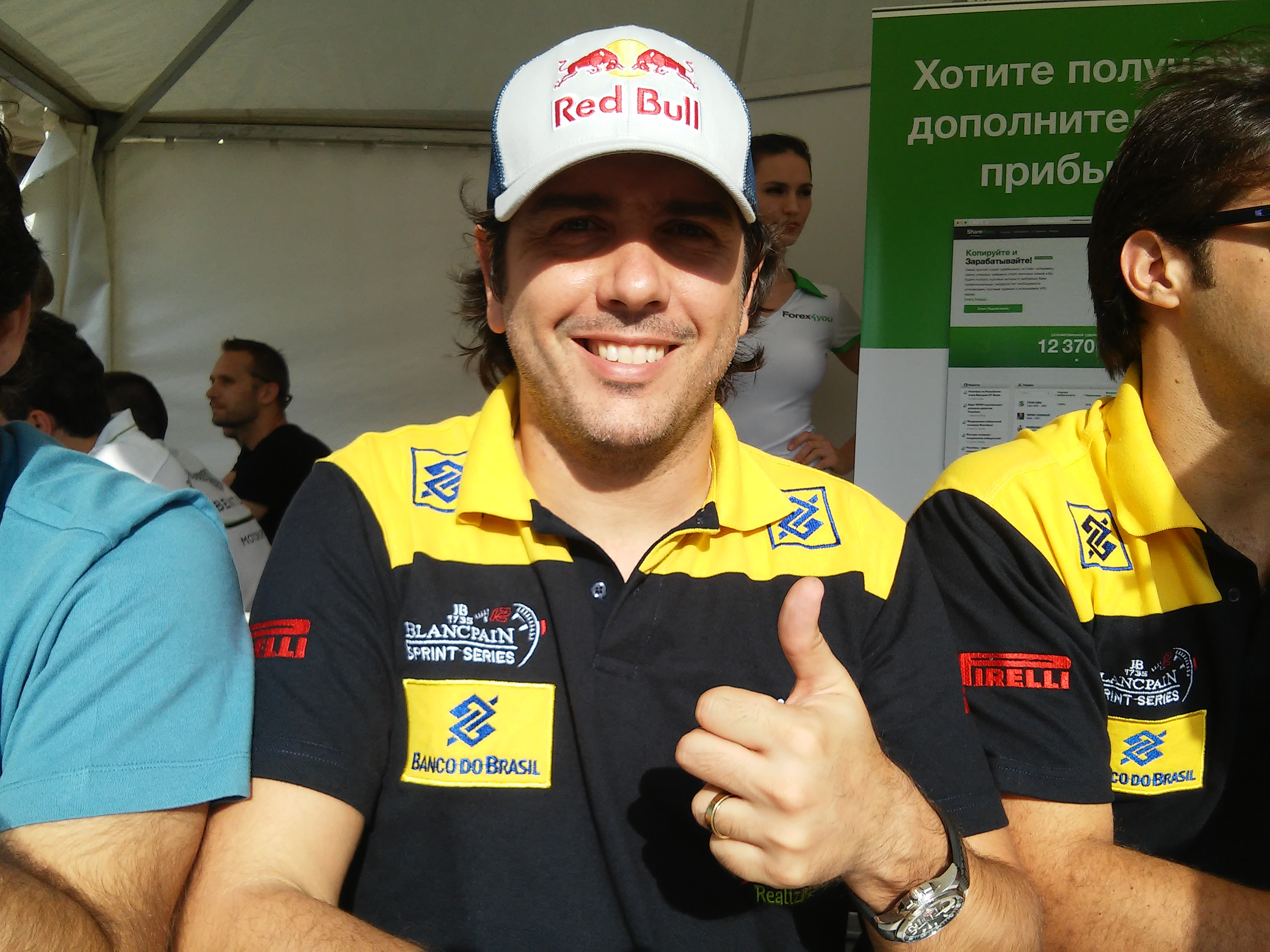
Cacá Bueno foi campeão da temporada de 2006

A Temporada da Stock Car Brasil de 2006 foi a 28ª edição promovida pela C.B.A. da principal categoria do automobilismo brasileiro. A temporada teve como campeão Cacá Bueno, e como vice campeão Antônio Jorge Neto. Foi também marcada pelo grave acidente sofrido por Gualter Salles na etapa de Buenos Aires, onde seu carro rodou e desintegrou após capotar. 2006 marcou o início do involvimento da Volkswagen no campeonato como construtora, competindo com o Bora.

## Equipes e pilotos
| Equipe                  | Carro             | No. | Piloto                | Corridas   |
| ----------------------- | ----------------- | --- | --------------------- | ---------- |
| Eurofarma RC            | Mitsubishi Lancer | 0   | Cacá Bueno            | Todas      |
| Eurofarma RC            | Mitsubishi Lancer | 15  | Antônio Jorge Neto    | Todas      |
| WB Motosport            | Volkswagen Bora   | 1   | Raul Boesel           | 9–12       |
| WB Motosport            | Volkswagen Bora   | 3   | Chico Serra           | Todas      |
| M4T Motorsport          | Chevrolet Astra   | 2   | Paulo Salustiano      | Todas      |
| A. Jardim Competições   | Chevrolet Astra   | 5   | Adalberto Jardim      | 1–2        |
| Boettger Competições    | Chevrolet Astra   | 6   | Alceu Feldmann        | Todas      |
| Boettger Competições    | Chevrolet Astra   | 18  | Allam Khodair         | Todas      |
| Action Power            | Volkswagen Bora   | 7   | Thiago Marques        | Todas      |
| Action Power            | Volkswagen Bora   | 14  | Luciano Burti         | Todas      |
| Calminex Ice Motorsport | Volkswagen Bora   | 8   | Carlos Alves          | Todas      |
| Medley-A. Mattheis      | Chevrolet Astra   | 9   | Giuliano Losacco      | Todas      |
| Medley-A. Mattheis      | Chevrolet Astra   | 27  | Guto Negrão           | Todas      |
| Katalogo Racing         | Mitsubishi Lancer | 10  | Ruben Carrapatoso     | 1–9, 11–12 |
| Katalogo Racing         | Mitsubishi Lancer | 63  | Lico Kaesemodel       | 10         |
| Katalogo Racing         | Mitsubishi Lancer | 90  | Ricardo Mauricio      | Todas      |
| Scuderia 111            | Chevrolet Astra   | 11  | Nonô Figueiredo       | Todas      |
| Scuderia 111            | Chevrolet Astra   | 65  | Felipe Gama           | Todas      |
| NasrCastroneves         | Volkswagen Bora   | 12  | Hoover Orsi           | 1–6, 8–12  |
| NasrCastroneves         | Volkswagen Bora   | 35  | David Muffato         | Todas      |
| L&M Racing              | Chevrolet Astra   | 16  | Wagner Ebrahim        | 1–2        |
| L&M Racing              | Chevrolet Astra   | 26  | Wellington Justino    | 7, 11–12   |
| L&M Racing              | Chevrolet Astra   | 77  | Valdeno Brito         | Todas      |
| AMG Motorsport          | Mitsubishi Lancer | 17  | Ingo Hoffmann         | Todas      |
| JF Racing               | Chevrolet Astra   | 19  | Rodrigo Sperafico     | Todas      |
| JF Racing               | Chevrolet Astra   | 87  | Ruben Fontes          | Todas      |
| Vogel Motorsport        | Chevrolet Astra   | 21  | Thiago Camilo         | Todas      |
| Vogel Motorsport        | Chevrolet Astra   | 99  | Gualter Salles        | Todas      |
| Sama-GomeSports         | Volkswagen Bora   | 22  | Marcos Gomes          | 11         |
| Sama-GomeSports         | Volkswagen Bora   | 25  | Pedro Gomes           | Todas      |
| Officer Motorsport      | Mitsubishi Lancer | 23  | Duda Pamplona         | Todas      |
| RC3 Bassani             | Chevrolet Astra   | 25  | Renato Jader David    | 1–4, 7–12  |
| RC3 Bassani             | Chevrolet Astra   | 26  | Wellington Justino    | 5, 7–8     |
| RC3 Bassani             | Chevrolet Astra   | 26  | Giuliano Piagallo     | 9          |
| RC3 Bassani             | Chevrolet Astra   | 34  | Matheus Greipel       | Todas      |
| RC3 Bassani             | Chevrolet Astra   | 55  | Christian Fittipaldi  | 8–12       |
| P&B Racing              | Volkswagen Bora   | 25  | Renato Jader David    | 6–7        |
| P&B Racing              | Volkswagen Bora   | 40  | Fábio Carreira        | 6–7        |
| Nascar Motorsport       | Mitsubishi Lancer | 28  | Juliano Moro          | 3–12       |
| Nascar Motorsport       | Mitsubishi Lancer | 36  | Ricardo Etchenique    | 1–3        |
| Nascar Motorsport       | Mitsubishi Lancer | 38  | Christian Conde       | Todas      |
| Terra Avallone          | Mitsubishi Lancer | 33  | Felipe Maluhy         | Todas      |
| Terra Avallone          | Mitsubishi Lancer | 55  | Christian Fittipaldi  | 2–5        |
| Terra Avallone          | Mitsubishi Lancer | 70  | Tarso Marques         | 1, 6–12    |
| Tatu Motorsport         | Mitsubishi Lancer | 37  | Alan Chanoski         | 12         |
| Carreira Racing         | Chevrolet Astra   | 40  | Fábio Carreira        | 1–4, 7–12  |
| Carreira Racing         | Chevrolet Astra   | 79  | Marcelo Siqueira      | 3–4        |
| Carreira Racing         | Chevrolet Astra   | 80  | Luís Carreira Júnior  | 1–5        |
| PowerTech               | Chevrolet Astra   | 41  | Hybernon Cysne        | Todas      |
| PowerTech               | Chevrolet Astra   | 44  | Diogo Pachenki        | Todas      |
| MT Racing               | Chevrolet Astra   | 45  | Wanderley Reck Júnior | 1–2        |
| Equipe TekProm          | Volkswagen Bora   | 46  | Nelson Silva Júnior   | 11         |
| Equipe TekProm          | Volkswagen Bora   | 71  | Claudio Capparelli    | 11–12      |
| RS Competições          | Volkswagen Bora   | 46  | Rogério Santos        | 1–2        |
| RS Competições          | Volkswagen Bora   | 50  | Cláudio Ricci         | 7, 9       |
| RS Competições          | Volkswagen Bora   | 51  | Átila Abreu           | 10–12      |
| RS Competições          | Volkswagen Bora   | 72  | Júlio Campos          | 1–3, 8     |
| Hot Car Competições     | Chevrolet Astra   | 47  | Geraldo Rola          | Todas      |
| Hot Car Competições     | Chevrolet Astra   | 74  | Popó Bueno            | Todas      |

## Calendário
Todas as etapas do calendário, com exceção da corrida no Autódromo Oscar y Juan Gálvez em Buenos Aires, ocorreram no Brasil.
| Prova       | Data           | Etapa              | Local             | Pole position    | Volta mais rápida  | Vencedor           | Resumo   |
| ----------- | -------------- | ------------------ | ----------------- | ---------------- | ------------------ | ------------------ | -------- |
| 1           | 9 de Abril     | São Paulo          | São Paulo         | Felipe Maluhy    | Antônio Jorge Neto | Cacá Bueno         | Detalhes |
| 2           | 30 de Abril    | Paraná             | Curitiba          | Luciano Burti    | Felipe Maluhy      | Antônio Jorge Neto | Detalhes |
| 3           | 21 de Maio     | Mato Grosso do Sul | Campo Grande      | Cacá Bueno       | Hoover Orsi        | Cacá Bueno         | Detalhes |
| 4           | 2 de Julho     | São Paulo          | São Paulo         | David Muffato    | Cacá Bueno         | Cacá Bueno         | Detalhes |
| 5           | 23 de Julho    | Paraná             | Londrina          | Cacá Bueno       | Antônio Jorge Neto | Cacá Bueno         | Detalhes |
| 6           | 13 de Agosto   | Paraná             | Curitiba          | Thiago Camilo    | Juliano Moro       | Thiago Camilo      | Detalhes |
| 7           | 3 de Setembro  | Rio Grande do Sul  | Santa Cruz do Sul | Luciano Burti    | Luciano Burti      | Ruben Fontes       | Detalhes |
| 8           | 24 de Setembro | Distrito Federal   | Brasília          | Giuliano Losacco | Giuliano Losacco   | Chico Serra        | Detalhes |
| Super Final |                |                    |                   |                  |                    |                    |          |
| 9           | 15 de Outubro  | Rio Grande do Sul  | Viamão            | Giuliano Losacco | Giuliano Losacco   | Giuliano Losacco   | Detalhes |
| 10          | 29 de Outubro  | Buenos Aires       | Buenos Aires      | Felipe Maluhy    | Mateus Greipel     | Ingo Hoffmann      | Detalhes |
| 11          | 19 de Novembro | Rio de Janeiro     | Rio de Janeiro    | Ricardo Maurício | Valdeno Brito      | Tarso Marques      | Detalhes |
| 12          | 10 de Dezembro | São Paulo          | São Paulo         | Felipe Maluhy    | Gualter Salles     | Ingo Hoffmann      | Detalhes |

## Resultados da temporada

### Informações Adicionais
- Corridas marcadas com azul-claro foram realizadas debaixo de chuva.
- Sistema de pontuação: 25 pontos para o 1º colocado, 20 para o 2º colocado, 16 para o 3º colocado, 14 para o 4º colocado, 12 para o 5º colocado, 10 para o 6º colocado e menos 1 ponto até o 15º colocado. O piloto deve terminar a prova para a computação dos pontos.
- Os dez primeiros da fase qualificatória se classificam para os play-offs que decide o campeão da temporada[5].

| Pos | Piloto             | Carro      | Fase qualificatória | Fase qualificatória | Fase qualificatória | Fase qualificatória | Fase qualificatória | Fase qualificatória | Fase qualificatória | Fase qualificatória | Fase qualificatória | Play-offs | Play-offs | Play-offs | Play-offs | Play-offs | Total |
| Pos | Piloto             | Carro      | SP                  | PR                  | MS                  | SP                  | PR                  | PR                  | RS                  | DF                  | Sub total           | Play-off  | RS        | BAs       | RJ        | SP        | Total |
| --- | ------------------ | ---------- | ------------------- | ------------------- | ------------------- | ------------------- | ------------------- | ------------------- | ------------------- | ------------------- | ------------------- | --------- | --------- | --------- | --------- | --------- | ----- |
| 1   | Cacá Bueno         | Mitsubishi | 1                   | Ret                 | 1                   | 1                   | 1                   | 16                  | 3                   | Ret                 | 116                 | 225       | 5         | 7         | 14        | 8         | 257   |
| 2   | Antonio Jorge Neto | Mitsubishi | 9                   | 1                   | 7                   | EX                  | 4                   | Ret                 | Ret                 | Ret                 | 55                  | 208       | 13        | Ret       | 2         | 2         | 251   |
| 3   | Hoover Orsi        | Volkswagen | 2                   | 2                   | 3                   | 4                   | 10                  | 7                   | NP                  | 3                   | 101                 | 220       | 21        | 5         | 3         | Ret       | 248   |
| 4   | Felipe Maluhy      | Mitsubishi | 4                   | 18                  | 14                  | 8                   | 8                   | 6                   | 5                   | 8                   | 64                  | 210       | 8         | 2         | 10        | 13        | 247   |
| 5   | Giuliano Losacco   | Chevrolet  | 6                   | 3                   | Ret                 | 24                  | 3                   | 3                   | 8                   | 22                  | 66                  | 212       | 1         | Ret       | 9         | Ret       | 244   |
| 6   | Thiago Camilo      | Chevrolet  | 8                   | 4                   | Ret                 | 2                   | 25                  | 1                   | 5                   | 4                   | 93                  | 216       | Ret       | 7         | 5         | Ret       | 237   |
| 7   | Alceu Feldmann     | Chevrolet  | 7                   | 7                   | 4                   | 12                  | 11                  | 11                  | 7                   | 13                  | 58                  | 209       | 11        | 17        | 9         | 5         | 235   |
| 8   | Guto Negrão        | Chevrolet  | 14                  | 10                  | 5                   | 9                   | 12                  | 8                   | 10                  | Ret                 | 45                  | 206       | 7         | 22        | Ret       | 3         | 231   |
| 9   | Rodrigo Sperafico  | Chevrolet  | 3                   | 19                  | 17                  | 23                  | 21                  | 2                   | 2                   | 6                   | 66                  | 214       | 12        | 32        | 11        | 17        | 223   |
| 10  | Ricardo Maurício   | Chevrolet  | 10                  | Ret                 | 8                   | 11                  | 6                   | Ret                 | 6                   | 5                   | 51                  | 207       | Ret       | Ret       | 13        | 10        | 208   |
| Pos | Piloto             | Carro      | SP                  | PR                  | MS                  | SP                  | PR                  | PR                  | RS                  | DF                  | Sub total           | Play-off  | RS        | BAs       | RJ        | SP        | Total |
| Pos | Piloto             | Carro      | Fase qualificatória | Fase qualificatória | Fase qualificatória | Fase qualificatória | Fase qualificatória | Fase qualificatória | Fase qualificatória | Fase qualificatória | Fase qualificatória | Play-offs | Play-offs | Play-offs | Play-offs | Play-offs | Total |

| Cor      | Resultado            |
| -------- | -------------------- |
| Ouro     | Vencedor             |
| Prata    | 2º lugar             |
| Bronze   | 3º lugar             |
| Verde    | Terminou, nos pontos |
| Azul     | Terminou, sem pontos |
| Púrpura  | Retirou-se (Ret)     |
| Vermelho | Não qualificado (NQ) |
| Preto    | Desqualificado (DSQ) |
| Branco   | Não largou (NL)      |
| Sem cor  | Não participou (NP)  |
| Sem cor  | Lesionado (Les)      |
| Sem cor  | Excluído (EX)        |

|  |                         |
|  | Disputaram os play-offs |

† = Não terminou a etapa, mas foi classificado porque completou 90% da corrida.